# Кёстлак
Кёстла́к (фр. Koestlach) — коммуна на северо-востоке Франции в регионе Гранд-Эст (бывший Эльзас — Шампань — Арденны — Лотарингия), департамент Верхний Рейн, округ Альткирш, кантон Альткирш. До марта 2015 года коммуна административно входила в состав упразднённого кантона Феррет (округ Альткирш).
Площадь коммуны — 8,23 км², население — 497 человек (2006) с тенденцией к росту: 513 человек (2012), плотность населения — 62,3 чел/км².

## Население
Численность населения коммуны в 2011 году составляла 519 человек, а в 2012 году — 513 человек.
| 1962 | 1968 | 1975 | 1982 | 1990 | 1999 | 2006 | 2011 | 2012 |
| ---- | ---- | ---- | ---- | ---- | ---- | ---- | ---- | ---- |
| 318  | 352  | 344  | 358  | 393  | 417  | 497  | 519  | 513  |

Динамика населения:

## Экономика
В 2010 году из 349 человек трудоспособного возраста (от 15 до 64 лет) 295 были экономически активными, 54 — неактивными (показатель активности 84,5 %, в 1999 году — 72,6 %). Из 295 активных трудоспособных жителей работали 275 человек (159 мужчин и 116 женщин), 20 числились безработными (7 мужчин и 13 женщин). Среди 54 трудоспособных неактивных граждан 20 были учениками либо студентами, 13 — пенсионерами, а ещё 21 — были неактивны в силу других причин.
На протяжении 2011 года в коммуне числилось 191 облагаемое налогом домохозяйство, в котором проживало 510 человек. При этом медиана доходов составила 26958 евро на одного налогоплательщика.

## Достопримечательности (фотогалерея)

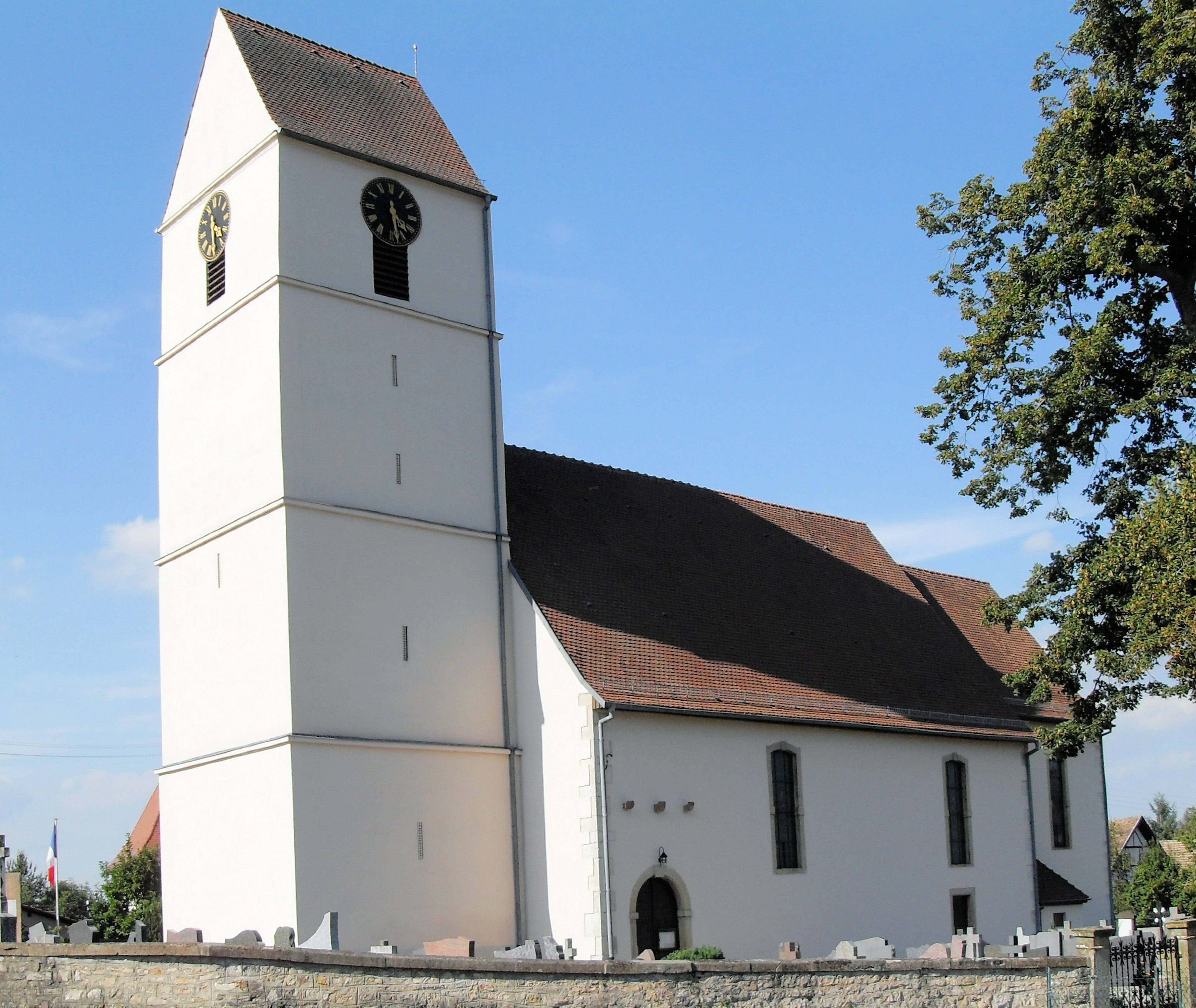
Церковь
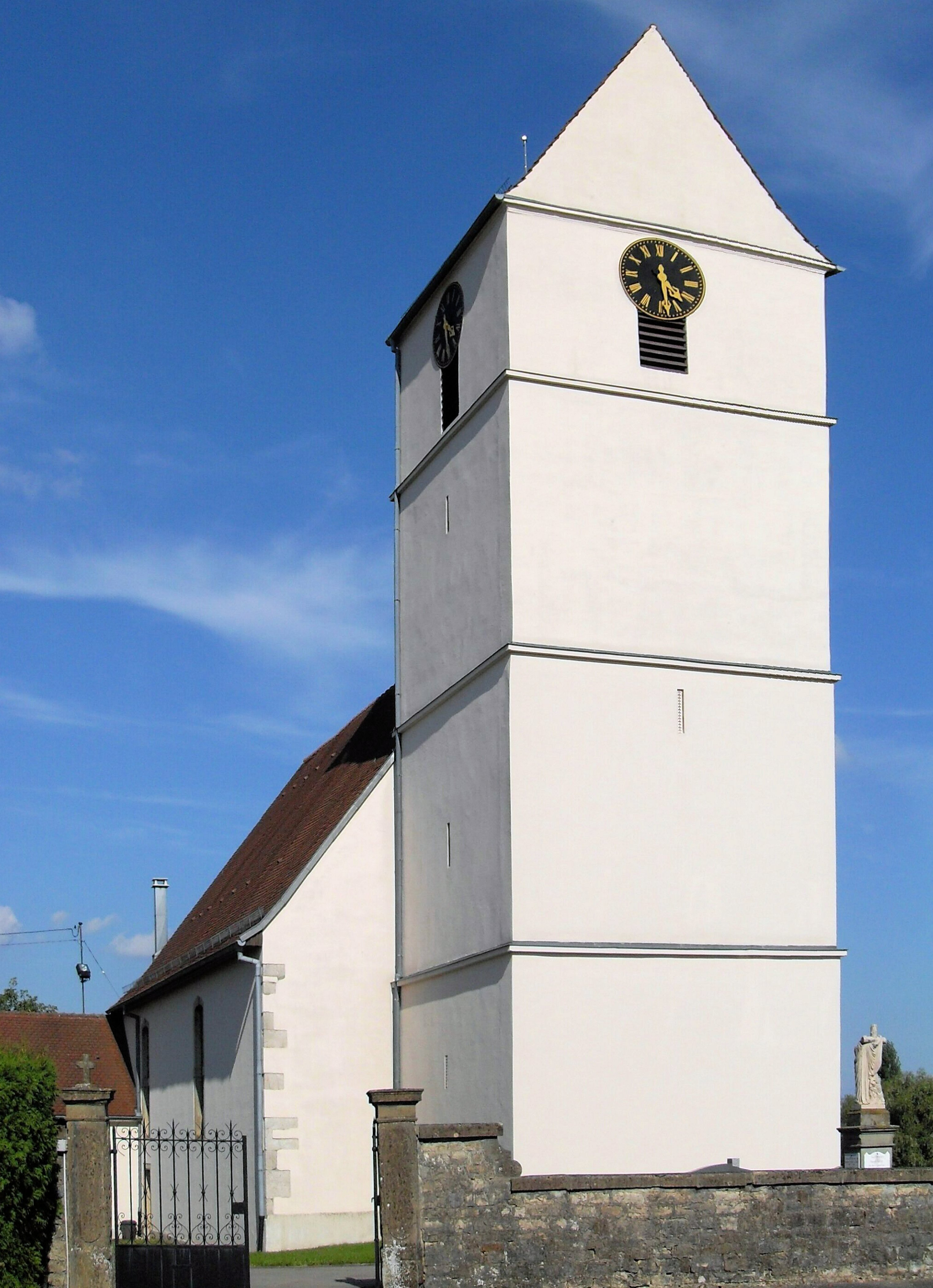
Колокольня с часами
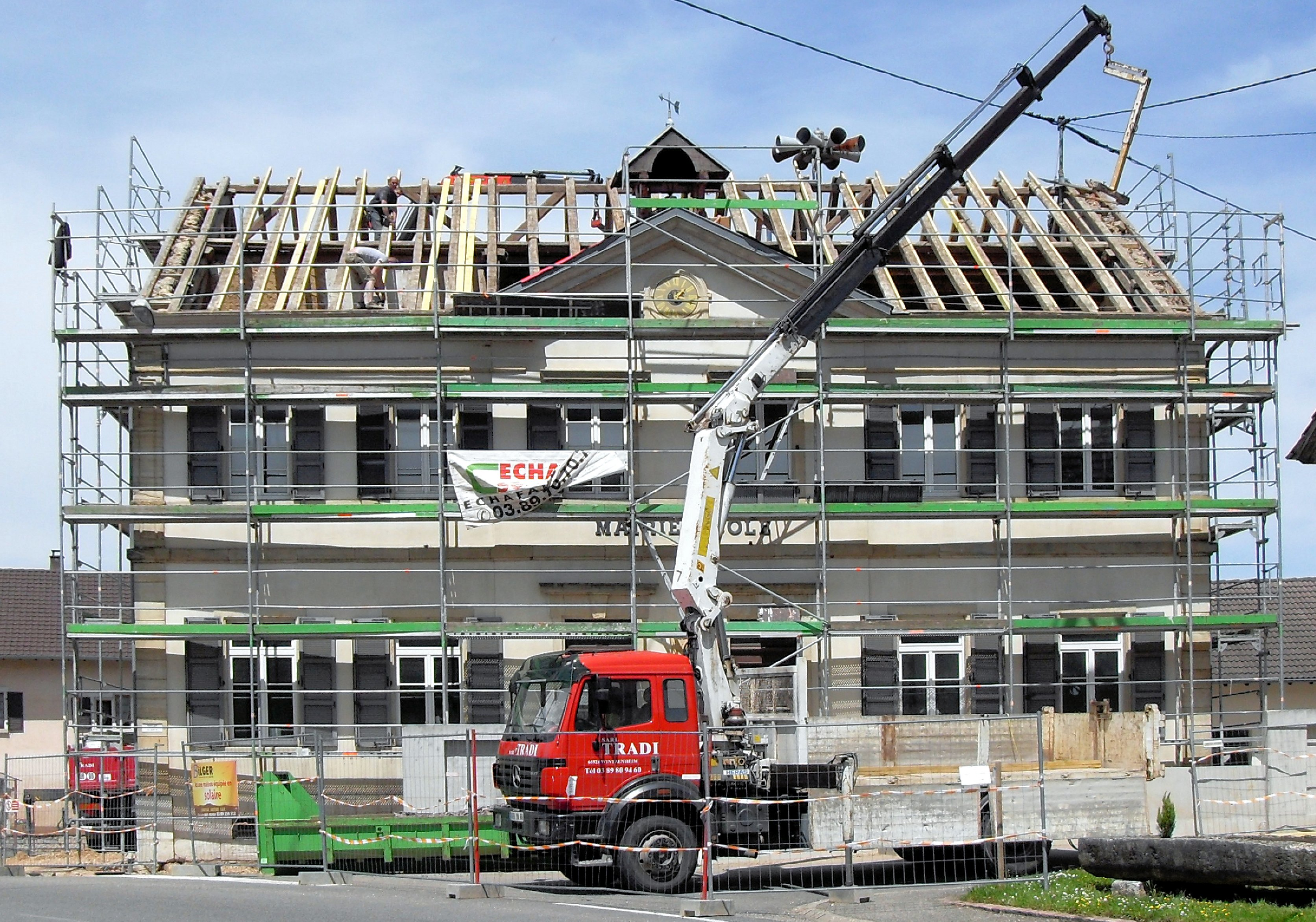
Реконструкция здания мэрии-школы